# Oran Kearney
Oran Kearney (* 29. Juli 1978 in Ballymoney) ist ein ehemaliger nordirischer Fußballspieler, der als Fußballtrainer tätig ist.

## Karriere

### Als Spieler
Oran Kearney wurde in Ballmoney geboren, 30 Kilometer nordwestlich von Ballymena entfernt. Bei Ballymena United spielte er bis zum Jahr 2005 in der NIFL Championship, der zweithöchsten Spielklasse im nordirischen Profifußball. Ab 2005 spielte er für vier Jahre beim Linfield FC in der 1. Liga.

### Als Trainer
Kurz nach seinem Karriereende als Spieler übernahm Kearney den Trainerposten von Limavady United. Den nordirischen Zweitligisten führte er auf die Plätze drei (Saison 2009/10) und zwei (Saison 2010/11). Danach wurde er Trainer beim Erstligisten Coleraine FC. Nebenbei arbeitete er als Sportlehrer in Ballycastle. Den Verein führte er 2018 zum Pokalsieg und zur Vizemeisterschaft hinter dem Crusaders FC. Im September 2018 wurde Kearney Nachfolger von Alan Stubbs beim FC St. Mirren. Der Aufsteiger in die Scottish Premiership hatte sich zuvor von Stubbs getrennt. Bereits nach einem Jahr in Schottland ging Kearney zurück zum Coleraine FC.
Seit Mai 2024 arbeitet er als Sportdirektor des Vereins.

### Familie
Oran Kearney ist der Schwiegersohn von Kenny Shiels, der ebenfalls als Trainer arbeitet.